# Golpe de Estado en Estonia de 1934
El golpe de Estado de Estonia de 1934 fue un golpe militar incruento organizado el 12 de marzo de 1934 por los candidatos a Ancianos del Estado Johan Laidoner, Konstantin Päts y August Rei, quienes participaron en las elecciones a Ancianos de Estado programadas para abril del mismo año, durante el cual el teniente general Laidoner y el Anciano de Estado en funciones Päts hicieron arrestar a varios líderes y activistas de Vaps, partidarios del cuarto candidato a Anciano del Estado, Andres Larka . Päts, violando la constitución, nombró a Laidoner como comandante en jefe de las fuerzas de defensa y decretó la detención del proceso electoral para el Anciano del Estado y el Riigikogu.

## Antecedentes

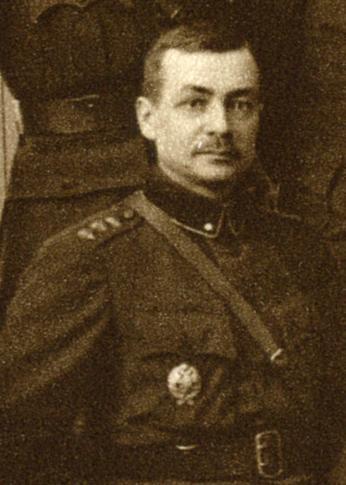
Andrés Larka

La constitución de Estonia de 1920 permitía a los ciudadanos presentar peticiones para cambiar leyes y establecer otras nuevas, de forma similar a Suiza. Si al menos 25 mil ciudadanos dieran su firma para someter un proyecto de ley a referéndum, éste tendría que celebrarse y los cambios, si se aprobaban, se implementarían. Durante la década de 1930, la Gran Depresión golpeó duramente a Estonia y puso de relieve los puntos débiles del Estado. Durante 1932-33, el gobierno de Estonia cambió cinco veces. La mayoría de los ciudadanos estonios sentían la necesidad de un poder ejecutivo más estable. Se esperaba lograr esto estableciendo el cargo de Presidente, que hasta entonces había estado ausente. En 1933, el movimiento Vaps presentó un proyecto de ley para modificar la constitución, que pretendía crear el cargo de jefe de Estado con grandes poderes y convertir a Estonia en una república presidencial . El Riigikogu también hizo varias propuestas de enmiendas a la Constitución, aunque cuando llegaron a referéndum no fueron aprobadas. Sin embargo, en el referéndum celebrado del 14 al 16 de octubre de 1933 se aprobaron las enmiendas a la Constitución elaboradas por el movimiento Vaps. Tras la aprobación del referéndum, el cuarto gabinete de Jaan Tõnisson dimitió el 17 de octubre de 1933 y Konstantin Päts se convirtió en " primer ministro en el papel de jefe de Estado". La nueva constitución entró en vigor el 24 de enero de 1934 y la primera vuelta de elecciones para gobernador debía tener lugar el 22 y 23 de abril de 1934. Según el nuevo proyecto de constitución, tanto el jefe de Estado como el Riigikogu, compuesto por 50 miembros, tendrían que ser elegidos directamente por el pueblo. La Constitución, aprobada por una gran mayoría, preservó todas las libertades civiles y políticas anteriores y el derecho de petición.

## Campaña electoral
La popularidad del fascista movimiento Vaps fue creciendo de forma constante y en febrero comenzó una intensa campaña electoral, en la que se nominaron cuatro candidatos: Johan Laidoner, Andrés Larka, August Rei y Konstantin Päts. Durante la recogida de firmas para los candidatos a la jefatura del Estado, quedó claro que August Rei era impopular y era posible que el candidato del Vaps, Andrés Larka, hubiera obtenido la mayoría absoluta de votos en la primera vuelta de las elecciones. Durante la campaña electoral, el movimiento Vaps divulgó información sobre los negocios de Johan Laidoner, que no lo presentaban de forma positiva, y preparó un resumen de las actividades económicas de Päts. Ante el temor de una posible derrota en las elecciones al Riigikogu y al Consejo de Estado anunciadas para abril, Johan Laidoner y Konstantin Päts organizaron un golpe de Estado junto con August Rei.
No se sabe cuándo Päts, Laidoner y Rei decidieron dar el golpe. Sin embargo, de la conversación de Päts con el embajador británico Hughe Knatchbull-Hugessen el 28 de febrero de 1934 se puede concluir que la decisión ya estaba tomada. Los líderes de Vaps habían sido advertidos sobre la acción planeada, pero no esperaban que Päts violara la constitución y cancelara las elecciones.

## Golpe de Estado y la detención de los miembros de Vaps

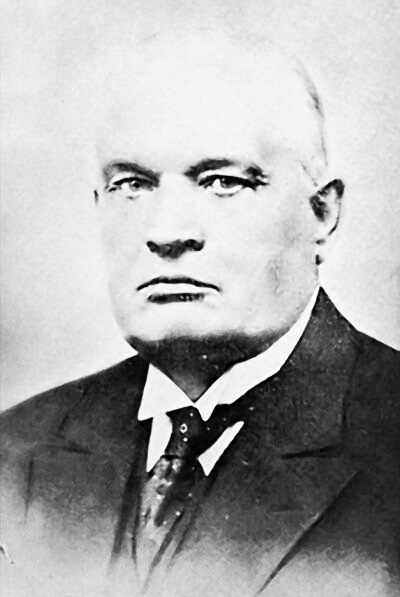
Konstantin Päts en 1934

El periódico londinense Daily Express publicó una descripción de la situación en su portada el 13 de marzo de 1934, bajo el título " Guerra civil en Estonia", diciendo que había estallado una guerra civil y describiendo una sangrienta batalla entre las fuerzas gubernamentales y las fuerzas Vaps, que calificaron de fascistas. También informaron que se había declarado la ley marcial y que 150 personas habían sido arrestadas.
La hora exacta del golpe probablemente se acordó la noche del 11 de marzo en la reunión entre Päts, Laidoner y Rei. El día 12 de marzo, alrededor de las dos de la tarde, se dio la alarma en el cuartel ubicado en el terreno de las Instituciones de Entrenamiento Conjunto de las Fuerzas de Defensa en Tondi. Unos 400 hombres se alinearon en el campo de entrenamiento. El coronel Aleksander Jaakson, director de las instituciones educativas, anunció que iban a realizar una misión especial. Se distribuyeron armas y municiones a los hombres y las tres compañías se trasladaron al centro de la ciudad. Los aspirantes tomaron el control del centro de la ciudad y de Toompea, y sitiaron las residencias de los miembros de Vaps cercanas. Funcionarios de la Policía Política detuvieron a los presentes. En total, cientos de dirigentes y activistas fueron arrestados en toda Estonia.  

## Inicio de la Era del Silencio

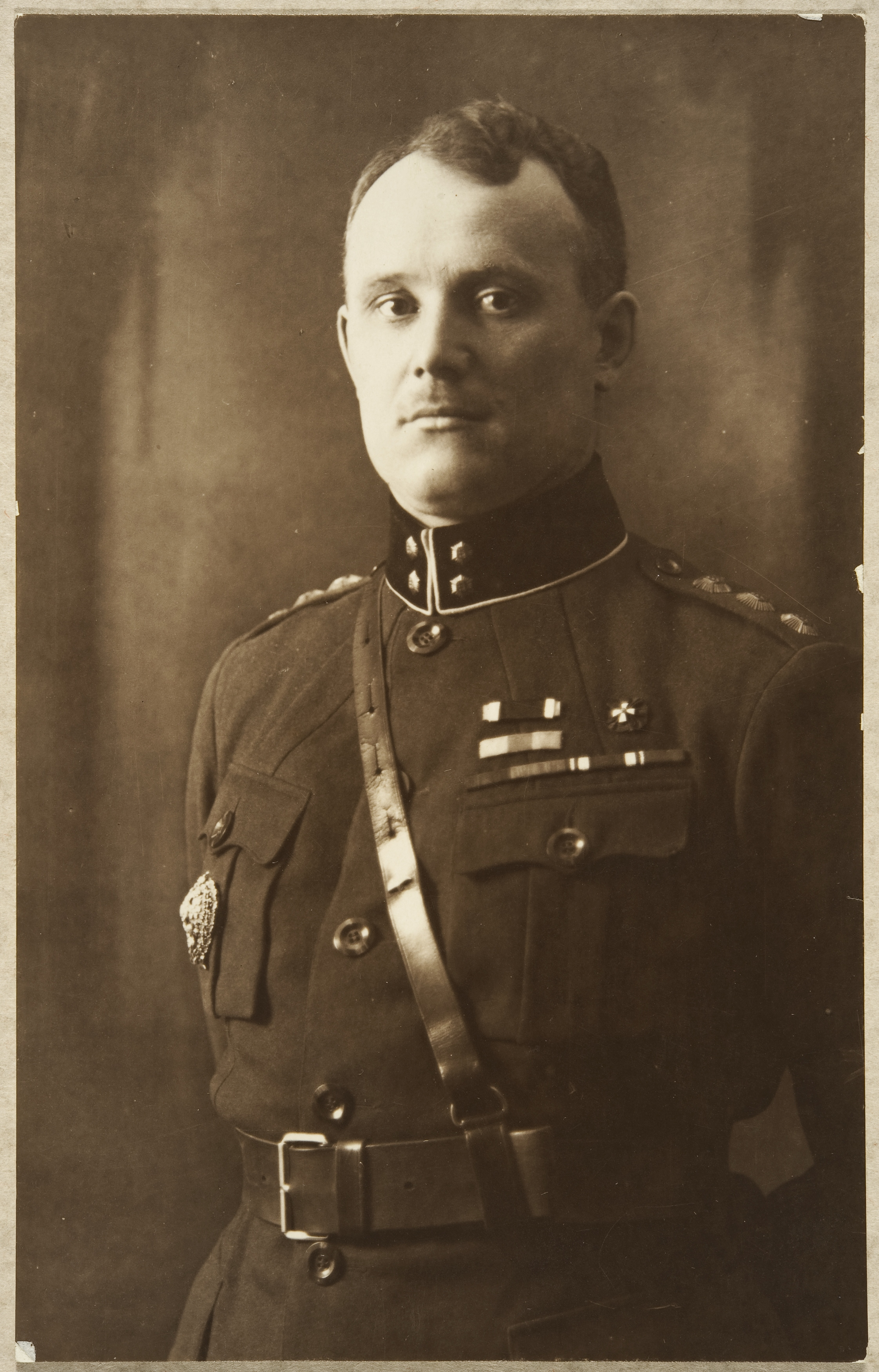
Johan Laidoner, comandante en jefe de las Fuerzas Armadas de Estonia.

Por decisión del primer ministro Konstantin Päts y del ministro de Justicia e Interior Johan Müller, a las 17:00, varias horas después del inicio del golpe, se instauró el estado de defensa durante seis meses en todo el país y Johan Laidoner fue nombrado comandante en jefe de las Fuerzas de Defensa y comandante de la defensa interna. Estonia entró en el período del gobierno autoritario de Konstantin Päts . Laidoner clausuró inmediatamente el movimiento Vaps y prohibió las reuniones de todos los individuos y organizaciones privadas "tanto en espacios cerrados como al aire libre", así como las manifestaciones públicas. Se prohibió inmediatamente la publicación de diez publicaciones periódicas y se revocó la licencia de publicación de tres periódicos. Estas decisiones fueron ilegales, ya que Johan Laidoner sólo hubiera podido ser nombrado legalmente para el cargo si se declaraba la movilización o estallaba la guerra.
A las 22.00 horas, el Gobierno invitó a los periodistas a Toompea para una rueda de prensa. Päts dijo que el Gobierno ha nombrado un Comandante en Jefe de las Fuerzas de Defensa, y agregó que se detendrá la lucha política y que se prohibirá a todos los partidos políticos participar en la agitación política. Además, afirmó que contra acontecimientos peligrosos se tomarían las medidas más estrictas: "Cualquier resistencia a las órdenes del comandante en jefe será reprimida con toda determinación."      Mediante un decreto emitido el 19 de marzo, Päts anunció que las elecciones del gobernador y del Riigikogu se habían pospuesto. Las elecciones previstas en la Constitución de 1933 nunca se celebraron en Estonia y las libertades políticas no fueron restablecidas. El gobierno había comenzado a eliminar lentamente el sistema autoritario con la celebración de dos elecciones parlamentarias y una presidencial, pero el proceso de democratización nunca se completó debido a la anexión de Estonia por la Unión Soviética en 1940.